# Ȳ
Cette page contient des caractères spéciaux ou non latins. S’ils s’affichent mal (▯, ?, etc.), consultez la page d’aide Unicode.
Ȳ (minuscule : ȳ), appelé Y macron, est une lettre additionnelle latine, utilisée dans l’écriture du live, vieil anglais, dans certaines romanisations ALA-LC, la romanisation ISO 9  de l’alphabet cyrillique et la romanisation ISO 233-1 de l’écriture arabe.
Il s’agit de la lettre Y diacritée d’un macron.

## Utilisation
En live le Y macron ‹ ȳ › représente la longue voyelle /yː/. Il a fusionné avec /i:/ dans les générations ultérieures.
Dans la romanisation ISO 233-1 de l’écriture arabe, ‹ ȳ › translittère le yāʾ šaddah ‹ يّ ›, le yāʾ et le šaddah étant translittéré avec le y et avec le macron suscrit.
En paléographie on a identifié l'usage du « ȳ » comme abréviation utilisée par les scribes pour écrire plus rapidement dans les manuscrits en moyen anglais. Il indique alors l'absence d'un « m » ou « n ».

## Représentations informatiques
Le Y macron peut être représente avec les caractères Unicode suivants :
- précomposé (latin étendu B) :

| formes    | représentations | chaînes de caractères | points de code | descriptions                     |
| --------- | --------------- | --------------------- | -------------- | -------------------------------- |
| capitale  | Ȳ               | Ȳ                     | U+0232         | lettre majuscule latine y macron |
| minuscule | ȳ               | ȳ                     | U+0233         | lettre minuscule latine y macron |

- décomposé (latin de base, diacritiques) :

| formes    | représentations | chaînes de caractères | points de code | descriptions                                 |
| --------- | --------------- | --------------------- | -------------- | -------------------------------------------- |
| capitale  | Ȳ               | Y◌̄                    | U+0059 U+0304  | lettre majuscule latine y diacritique macron |
| minuscule | ȳ               | y◌̄                    | U+0079 U+0304  | lettre minuscule latine y diacritique macron |

## Sources
- (en) Thomas T. Pederson, Transliteration of Arabic, 2.2, 2008 (lire en ligne)